# Raión de Cherepovets
El raión de Cherepovets (ruso: Черепове́цкий райо́н) es un distrito administrativo y municipal (raión) ruso perteneciente a la óblast de Vólogda. Se ubica en el suroeste de la óblast. Su capital es Cherepovets, que se enclava en el centro del raión pero no forma parte del mismo, al estar constituida como un ókrug urbano aparte.
En 2023, el raión tenía una población de 39 222 habitantes. El raión es limítrofe al suroeste con la óblast de Tver y al sur con la óblast de Yaroslavl. En su territorio se ubica la parte más septentrional del embalse de Rýbinsk, incluyendo la mitad septentrional de la Reserva Natural de Darwin.

## Subdivisiones
Comprende 555 localidades rurales, agrupadas en los siguientes trece asentamientos rurales:
- Abakánovo
- Voskresénskoye
- Irdomatka
- Klímovskoye
- Malechkino
- Miaksa
- Nelazskoye (con sede en Shulma)
- Suda
- Tónshalovo
- Uloma (con sede en Korotovo)
- Yugui (con sede en Nóvoye Domoziórovo)
- Yagánovo
- "Yargomzhskoye" (con sede en Bótovo)